# حجل كستنائي العنق
حجل كستنائي العنق (الإسم العلمي:Arborophila charltonii)، هو نوع من الطيور يتبع جنس حجلان التلال من أسرة الحجلاوات ضمن فصيلة التدرجية من رتبة الدجاجيات.